# Монашество
Монашество (монах, Манастир – от на гръцки: μόνος – един, самотен, на гръцки: μονάζειν – сам, уединен живот, на гръцки: μοναχός, μοναστής – живеещ уединено, на гръцки: μοναστήριον – уединено жилище).
Терминът монашество се отнася както за отделни лица, така и за цели общности, приели безбрачие и отрекли се от всички блага на светския живот, подчиняващи се обикновено на определен устав и служещи на идеали, достижими само по пътя на самоотричането и изолирането от светския живот. Идея за такова обособяване, под една или друга форма, се среща и в религиите на Изтока (в индуизма, будизма, египетския култ Серапис), а също в древногръцката философия от александрийската епоха. Особено значение идеята на монашеството придобива в християнството.
Монашеството се зародило през 3 в. п.р. н.е. в Египет. За да избегнат от суетата на живота в Александрия, неколцина вярващи се оттеглили в пустинята, отказвайки се от земните блага.

## История
През първите два века от съществуването на християнството някои християни живели като отшелници в отдалечени безлюдни местности, посвещавайки се на молитви и аскетизъм. През 269 г. египетския отшелник от Тива Антоний създал братство на християни отшелници, което станал образ на бъдещите монашески обители-лаври. Примерът му бил последван от Сирия, Палестина, Мала Азия, Европа. Неговият последовател египетският монах Пахомий организирал първото монашеско общежитие – манастир (киновия) и създал първият негов устав, създал основа на всички известни по-късно манастирски устави. Неговото начинание бързо се разраснало в много страни, където впоследствие били създадени мъжки и женски манастири.
На Запад сред монасите се обособили групи, наречени ордени, които следвали свои правила и начин на живот. Най-старият монашески орден – Бенедиктинският – е основан през 530 г. в абатство Монте Касино, Южна Италия от св. Бенедикт Нурсийски. Уставът на ордена повелявал пълно въздържание, отказ от имущество и удоволствия, послушание, седем задължителни молитви на денонощие. На монасите се предписвало мълчание вечер с цел празните разговори да не ги отвличат от мисълта за Бога. Бенедиктинският орден има изключителни заслуги за прехода на Западна Европа от Античността към Средновековието. Монасите изкореняват непроходимите тогава гори, пресушават блатата, занимават се със земеделие, животновъдство, занаяти, превеждат, преписват и разпространяват книги.
Близо пет века по късно през 910 г. е създадена конгрегацията в абатство Клюни, Франция. Тя се превърнала в средище на реформата срещу злоупотребите с пари и власт сред духовенството, където се зародило т. нар. клюнийско движение за реформа, чиято цел била да се засили ролята на църквата и да се постигне нейната независимост от светската власт на императори, крале и феодали. Последователите му се борели за издигане на престижа на папската институция.
През 1059 г. на специален събор в Рим те успели да наложат избора на папата да стане без намесата на светската власт. От монасите клюнийци се изисквало да спазват строг аскетизъм и да се занимават с книжовност. Те създали много училища и библиотеки. През 1115 г. в абатство Сито, близо до Дижон, бил основан Орденът на цистерианците, които добавили към устава на св. Бенедикт още по-строги правила. През 1209 г. св. Франциск от Асизи създал Францисканския орден, а през 1216 г. по искане на папата, който се стремял към все по-голяма власт, в Тулуза бил основан Доминиканският орден на „проповядващите братя“. Той бил първият орден на странстващи проповедници.

## Манастири и Обществото
Животът в манастирите минавал в труд и молитви. В тях монасите и монахините получавали храна, подслон и облекло и понякога това било много повече, отколкото имали обикновените люде. Макар че били откъснати от света, манастирите играели важна роля във всекидневието на хората. В тях имало преписи на класически съчинения и библейски текстове, които били в основата на образованието по онова време. Постъпването в манастир бил най-добрият и сигурен начин за получаване на образоване – почти всички монаси можели да четат и пишат. Много от забележителните съчинения навремето били написани от монаси. Някои монаси основали в манастирите целият си живот, други станали пастори, а трети служили в двора на различни крале и при различни епископи. Голяма част от манастирите осигурявали подслон на пътниците и поклонниците. В тях се грижели за бедните и болните, молели се за душите им, приготвяли лекарства от билки.

## Монаси и монахини
Монасите и монахините живеели скромен и праведен живот. Дните им преминавали в учение, молитва, работа и грижа за болните.

## Важни дати
- 269 г. Св. Антоний Велики основава в Египет първата монашеска общност.
- 323 г. Пахомий основава на един от островите в река Нил първия манастир (киновия) и създава първия манастирски устав.
- Около 540 г. Св. Бенедикт Нурсийски създава устава на Бенедиктинския орден.
- Реформаторско движение на монасите от манастира в Клюни.
- 9 – 10 век на полуостров Атон (Света гора), в Гърция, са основани 20 православни манастира т. нар. Монашеска република.
- 1054 г. Разкол между православна и католическа църква.
- 1115 г. Основан е Цистерианският орден от Св. Бернар от Клерво.
- 12 в. Основани са духовно-рицарските ордени на тамплиери, хоспиталиери и тевтонци.
- 1209 г. Папата одобрява Францисканския орден.
- 1216 г. Основан е Доминиканския орден, на който през 1232 г. папата възлага ръководството на Инквизицията.